# Fritz Lange (Maler)
Fritz Lange (* 24. Juni 1851 in Düsseldorf; † 1. September 1922 ebenda) war ein deutscher Maler der Düsseldorfer Schule.

## Leben und Werk

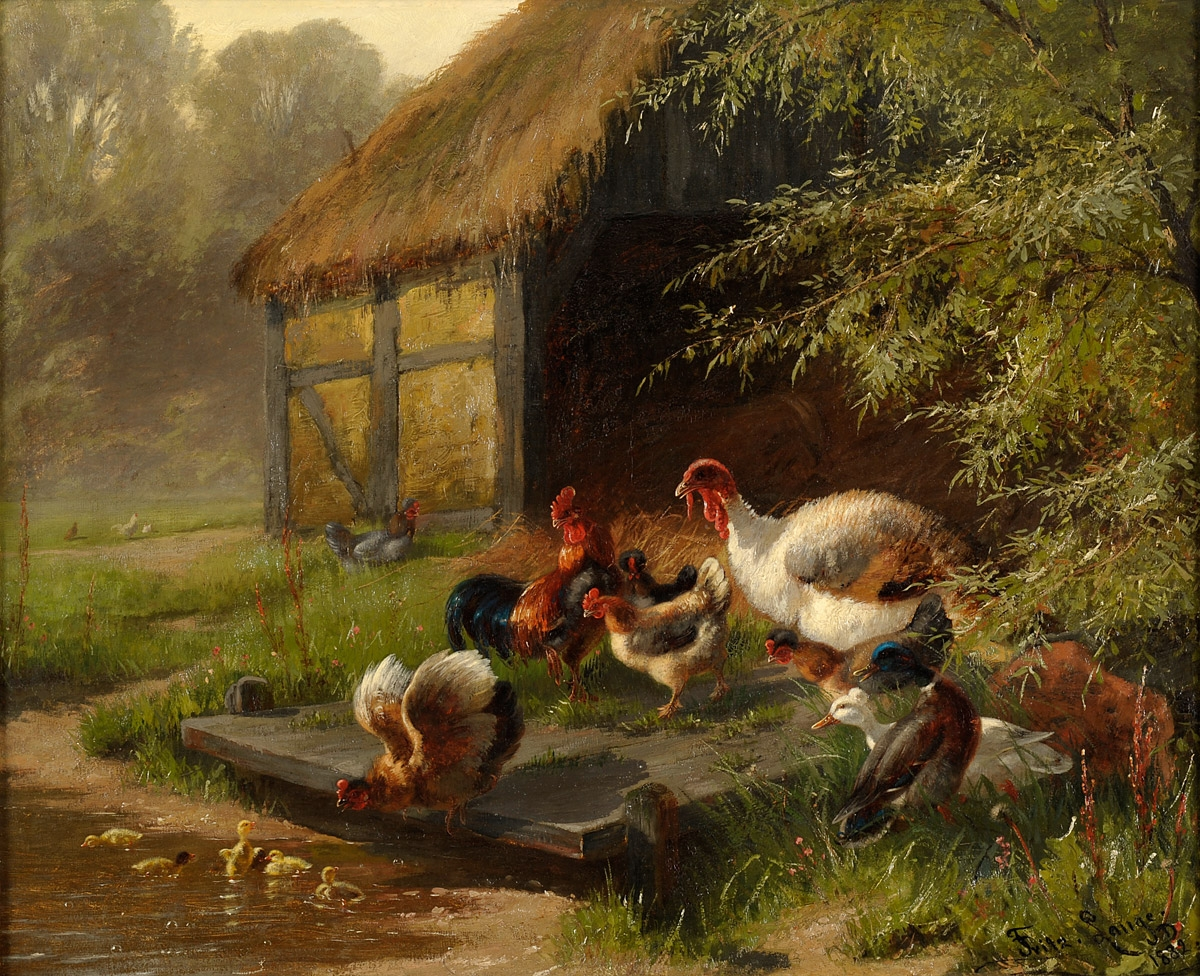
Buntes Federvieh, 1882

Fritz Lange, Sohn des Düsseldorfer Landschaftsmalers Gustav Lange, seinerseits Schüler von Johann Wilhelm Schirmer und Andreas Achenbach, wurde zunächst von seinem Vater unterwiesen und studierte anschließend an der Kunstakademie Düsseldorf von April 1865 bis Juli 1867 in den Vorbereitungsklassen von Andreas Müller und Heinrich Lauenstein. Er schuf verhältnismäßig wenige eigenständige Landschaftskompositionen, sondern setzte – vergleichbar den Arbeiten des ebenfalls in Düsseldorf tätigen Carl Jutz d. Ä. – nach der Natur sorgfältig studierte und oft szenisch aufgefasste Darstellungen von Geflügel in umgebende Landschaften oder in Interieurs ein. Wie Jutz gab er seinen Bildern auch häufig beschreibende Titel, die er von Figurenszenen seiner berühmten Kollegen aus der Genremalerei übernahm, etwa in Eine kuriose Geschichte, ausgestellt auf der Akademischen Kunstausstellung, Berlin 1878, oder in Ein merkwürdiges Ereignis bei einer Entenfamilie, ausgestellt im Kunstverein für die Rheinlande und Westfalen in Düsseldorf 1882. Lange beschickte mit seinen Werken vor allem die Ausstellungen in Düsseldorf und Berlin. Hier wurden sie wegen ihrer anmutigen Landschaften und der in „schillernden Farben“ eingesetzten Enten- und Hühnerstaffage geschätzt, die „nicht hineingemalt“ erschien, sondern mit ihrer Umgebung eine innige Verbindung einging. Bereits zu Lebzeiten des Künstlers erwarben öffentliche Sammlungen seine Arbeiten, darunter das Museum in Altenburg die „Hühnerfamilie“, das Kaiser-Friedrich-Museum in Görlitz eine „Winterlandschaft“ sowie die Städtische Galerie in Düsseldorf eine „Landschaft mit Geflügel“ (1913).

## Archivalien
- Eigenhändiger Lebenslauf (in einem Brief an Wilhelm Herchenbach), 1888: Künstlerverein Malkasten, Düsseldorf